# تیجون رنچ
تیجون رنچ (انگلیسی: Tejon Ranch) شرکت املاک آمریکایی است، که در سال ۱۹۳۶ تأسیس شد.